# Werner von Bolanden

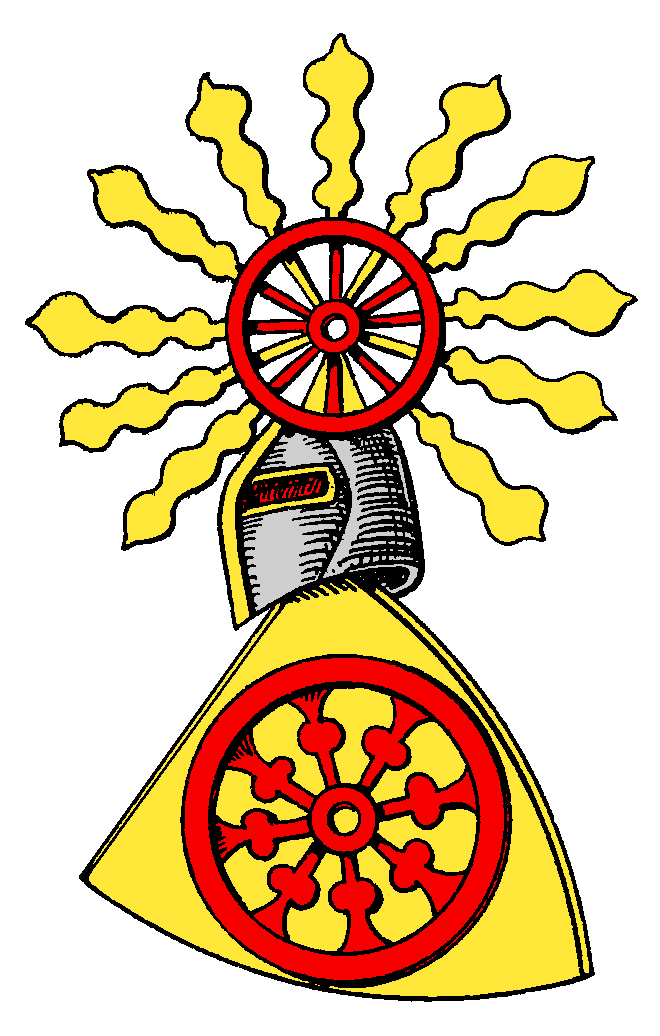
Wappen der Herren von Bolanden

Werner von Bolanden (* im 13. Jahrhundert; † 28. November 1324) war ein adeliger Domherr in Speyer und Mainz. 

## Herkunft und Familie
Werner von Bolanden entstammte der Ministerialenfamilie von Bolanden. Sein Vater war Werner V. von Bolanden (neuere Zählung Werner VI.), der Bruder des Speyerer Bischofs Friedrich von Bolanden († 1302).  

## Leben und Wirken
Werner wählte den geistlichen Stand. Unter seinem Onkel trat er in Speyer, am 4. Juni 1300, erstmals urkundlich als Domkapitular und Propst der Stuhlbruderschaft auf. Dieser Gebetsvereinigung schenkte er 1314 seine Güter in Mutterstadt, es sollte fortan ihr größter Pfründnerbesitz sein.
Schon eine Urkunde vom 10. März 1294 nennt Werner von Bolanden als Domkapitular in Mainz, im gleichen Jahr erscheint er auch als Propst von St. Viktor. Der dortige Vorgänger Gebhard war am 25. Juni 1293 gestorben; Erzbischof Gerhard II. von Eppstein hatte sich persönlich für Bolanden eingesetzt und ihn zum Nachfolger ernannt.  
Als Stiftspropst von St. Viktor war Werner von Bolanden automatisch einer der Archidiakone des Erzbistums Mainz. Als solcher erlaubte er am 21. November 1303 die  Inkorporation der Pfarrei St. Amandus zu Ottersheim in das St. Paulusstift in Worms. Im gleichen Jahr stimmte er der Übergabe der Pfarrei Alsenz an die Abtei Otterberg zu, 1323 auch jener der Pfarrei Offenheim. 1322 schenkte er dem St. Viktorstift das Kirchenpatronat in Weisenau und Laubenheim.
Seinen Mitklerikern an St. Viktor stiftete er jedes Jahr in der Oktav des Patronatsfestes ein Fuder „Rüdesheimer Frankenwein“, was Erzbischof Matthias von Buchegg 1322 für die Zeitspanne bestätigte, solange Werner von Bolanden am Leben sei.       
Werner von Bolanden starb am 28. November 1324, vermutlich in Mainz.